# 11495 Fukunaga
11495 Fukunaga (1988 XR) là một tiểu hành tinh vành đai chính được phát hiện ngày 3 tháng 12 năm 1988 bởi K. Endate và K. Watanabe ở Kitami.